# Зограф, Константин Юрьевич
Константин Юрьевич Зограф (1854—1927) — директор Московского промышленного училища (1911—1920) и первый директор училища в статусе института (1920 — март 1921).

## Биография
Происходил из дворян Ярославской губернии. Родился 15 (27) мая 1854 года в семье Юрия Христофоровича Зографа (1818—1871). Его старший брат Николай Юрьевич был профессором московского университета и видным биологом, старшая сестра Александра Юрьевна Зограф-Дулова была ученицей Николая Рубинштейна и известной пианисткой, а младшая сестра Валентина Юрьевна Зограф-Плаксина была основательницей и первым директором Общедоступного музыкального училища (ныне Академический музыкальный колледж при Московской консерватории).

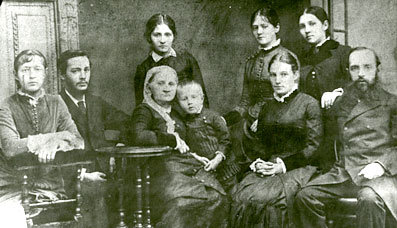
Валентина Юрьевна Зограф-Плаксина, Андрей Юрьевич Зограф, Елизавета Юрьевна Зограф, Евдокия Ивановна Зограф, Евгений Константинович Зограф, Александра Юрьевна Зограф-Дулова, Александра Дмитриевна Шуцкая-Рачинская, Мария Юрьевна Зограф, Константин Юрьевич Зограф

Среднее образование получил в 4-й Московской гимназии. В 1878 году окончил Высшее техническое училище.
Был директором нефтяного завода Рагозина, земским начальником в Ростовском уезде Ярославской губернии.
С 1893 года — инспектор Костромского Промышленного училища им. Ф. В. Чижова и директор училища.
16 сентября 1907 года был определён директором Казанского Промышленного училища.
В 1911 году переехал в Москву, где 8 июня был назначен на должность директора Московского Промышленного училища в память 25-летия царствования Государя Императора Александра II. С 1912 года был также попечителем Миусского ремесленного училища им. Г. Шелапутина. 
В 1918 году участвовал в создании Московского практического технологического института им. Д. И. Менделеева, в декабре 1920 года стал его первым директором. В марте 1921 года по состоянию здоровья и в силу возраста (67 лет)  передал руководство МПХТИ В. П. Пантелееву, оставшись профессором технологии переработки органических веществ (нефти). В 1924—1927 годах заведовал библиотекой института.
Умер 1 апреля 1927 года. Похоронен на Ваганьковском кладбище в Москве.